# Hammer (Plankenfels)
Hammer ([ˈhamɐ] ) ist ein Gemeindeteil der Gemeinde Plankenfels im Landkreis Bayreuth (Oberfranken, Bayern). Hammer liegt in der Gemarkung Plankenfels.

## Geografie
ie Einöde Hammer liegt im zentralen Teil der Fränkischen Schweiz und am oberen Lauf der Wiesent. Die Nachbarorte sind Neumühle im Norden, Neuwirthshaus im Nordosten, Plankenfels im Südosten, Kaupersberg im Süden und Schressendorf im Nordwesten. Die Einöde ist von dem etwa 300 Meter entfernten Plankenfels aus über die Staatsstraße 2191 und dann einen Feldweg erreichbar, der südlich von Neuwirtshaus von der Staatsstraße abzweigt.

## Geschichte
Hammer ist seit der mit dem bayerischen Gemeindeedikt von 1818 erfolgten Gemeindegründung Teil der Gemeinde Plankenfels.  1961 bestand Hammer aus einem Wohngebäude mit sechs Einwohnern.